# Folkupproret i Östtyskland 17 juni 1953

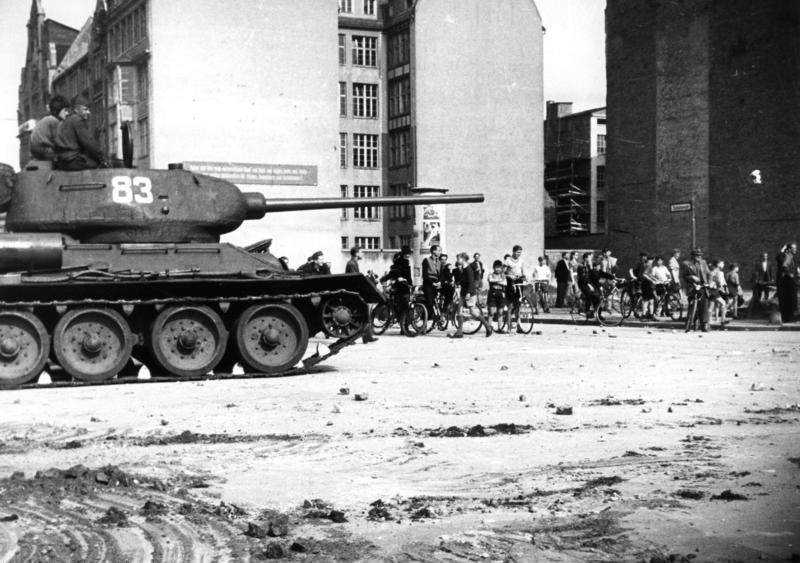
En sovjetisk stridsvagn i Berlin.

Folkupproret i Östtyskland 17 juni 1953 (tyska: Volksaufstand des 17. Juni) var ett uppror i det dåvarande Östtyskland (DDR) med strejker, demonstrationer och protester mot den östtyska regimens förtryck och ekonomiska oförmåga. Upproret, som hade sitt centrum i Östberlin, startade som en protest mot ett beslut av DDR-regeringen att öka arbetstiden med tio procent utan motsvarande lönehöjning.

## Händelseförlopp
Den 14 maj höjde DDR-ledningen "arbetsnormerna", vilket innebar att alla anställda skulle producera 10 procent mer utan att få mer betalt. Den 15 juni 1953 inleddes en första strejk på ett sjukhusbygge i Berlins östra del. Följande dag fortsatte strejken och hundratals arbetare strömmade till från en byggarbetsplats vid Stalinallee (i dag Karl-Marx-Allee). Senare under dagen den 16 juni samlades tusentals protesterande utanför DDR:s regeringsbyggnad. Vid tretiden på eftermiddagen förkunnade regeringen att man tagit tillbaka sitt arbetstidsbeslut, men demonstranterna framförde krav på fria val och regeringens avgång, samt utropade generalstrejk. När västradion RIAS senare på eftermiddagen och kvällen rapporterade från demonstrationerna, började många östberlinare att solidarisera sig med protesttåget. Sovjetiska trupper förflyttades nu mot Berlin på order från Moskva. Under natten mellan 16 och 17 juni hölls ett möte mellan den östtyska politiska ledningen ("politbyrån"), den sovjetiska ledningens representant och de östtyska sovjettruppernas överbefälhavare.
På morgonen den 17 juni samlades strejkande arbetare och demonstranter på Strausberger Platz. På förmiddagen förklarade den sovjetiska ledningens representant för den östtyska ledningen att man planerade att proklamera undantagstillstånd från och med kl. 13.00. Detta undantagstillstånd kom att lyftas först den 11 juli. Undantagstillstånd proklamerades också på ytterligare 167 orter i DDR. I Berlin protesterade denna dag över 100 000 människor och polis och demonstranter drabbade samman – i hela Östtyskland uppskattas 480000 personer ha demonstrerat. Vid tolvtiden började sovjetpansar utrymma gatorna och de första skotten föll. Skottlossning pågick till sjutiden.
55 dödsoffer i samband med det våldsamt nedslagna upproret har kunnat beläggas. Ytterligare 18 förmodade dödsfall är ouppklarade. 34 av de dödade var demonstranter som sköts till döds eller dog av skottskador. Historikern Olle Larsson hävdar dock att tusentals människor fängslades, 200 avrättades och omkring 1200 personer dömdes till livstids fängelse samt att ca 260 människor fick sätta livet till.

## Efterspel
DDR-regeringen reagerade hårt efter upproret. Man använde bland annat västberlinska arbetares deltagande i demonstrationerna, RIAS rapportering, angreppen på folkpoliser och nerbrännandet av ett varuhus (Columbushaus) för att beteckna upproret som ett fascistiskt kuppförsök, en "provokation" styrd från Västberlin. Under året som följde efter upproret greps tusentals människor av polis, säkerhetstjänst och sovjetisk militär. Redan den 22 juni dömdes en kvinna, som demonstranter fritagit från ett fängelse i Halle, till döden för delaktighet i "de våldsamma oroligheterna". Hon avrättades drygt tre månader senare. Ytterligare en person dömdes till döden i östtysk domstol för delaktighet i upproret och avrättades. Fem män avrättades efter dödsdomar i sovjetisk militärdomstol.
Bertolt Brecht som stödde det sovjetiska ingripandet när det skedde kom att ompröva sin position i dikten Lösningen. Han menade att det hade varit lättare för regeringen att hålla sig kvar vid makten "genom att upplösa befolkningen och välja sig en ny".  Den västtyska popgruppen Alphaville hänvisade till händelserna i sången Summer in Berlin (1984).